# Restio burchellii
Restio burchellii är en gräsväxtart som beskrevs av Neville Stuart Pillans. Restio burchellii ingår i släktet Restio och familjen Restionaceae. Inga underarter finns listade i Catalogue of Life.